# Apsteiniella naviauxi
Apsteiniella naviauxi är en skalbaggsart som beskrevs av Baraud 1977. Apsteiniella naviauxi ingår i släktet Apsteiniella och familjen Aphodiidae. Inga underarter finns listade.